# Beachbody
 (avril 2016).
Si vous disposez d'ouvrages ou d'articles de référence ou si vous connaissez des sites web de qualité traitant du thème abordé ici, merci de compléter l'article en donnant les références utiles à sa vérifiabilité et en les liant à la section « Notes et références ».
 (avril 2016).
Beachbody LLC est une compagnie américaine qui utilise l'infopublicité et la mercatique pour vendre des produits et DVD d'entrainement physique tels que des programmes d'exercices cardiovasculaires et de musculations.

## Historique
La compagnie est essentiellement connue pour ses DVD d'entrainement Power 90 Extreme (P90X) et Insanity. Elle a été créée en 1998 par Carl Daikeler et Jon Congdon dans la ville de Santa Monica, en Californie. 

## Description
Selon le site officiel de Beachbody, il y a quotidiennement 45 000 visiteurs sur le site web et plus de 400 000 personnes qui consultent le site web par semaine. Il y a plus de 1,26 million d'usagers inscrits sur le forum connu sous le nom de TeamBeachbody.  
La compagnie a fait un partenariat avec Microsoft et Xbox one pour créer des vidéos spécialement conçu pour la kinect, notamment le P90X for Xbox One et le Insanity for Xbox One. 

## Produits
Il y a environ 17 produits sur le site web dont P90X, Body Beast, Cize et 21 day fix extreme. 